# Уъртинг
Уъртинг (на английски: Worthing) е голям, крайморски град(town) със статут на административен район(borough) в Западен Съсекс, в историческо графство Съсекс. Разположен е в основата на Саут Даунс на 16 километра западно от Брайтън и 29 километра източно от Чичестър. С население, наброяващо 104 600 и площ от 32.37 km2, градът е вторият най-голям компонент в агломерацията Брайтън/Уъртинг/Литълхемптън, което го прави 12-а най-населена градска област в Обединеното Кралство.
Околностите на Уъртинг са заселени от поне 6000 години и тук се намира най-голямата концентрация на кремъчни рудници от Каменната епоха, едни от най-ранните в Европа. В самия квартал се намира високата крепост от Желязната епоха и една от най-големите в Британия Кисбъри Ринг.
Името Уъртинг означава мястото на Уърт/Уъртовото място, от староанглийското собствено име Уърт (Worth) значещо доблестен, благороден.
През много векове Уъртинг е малък рибарски град, издържащ се от риболов (скумрия), до края на 18 век, когато се развива в елегантен Джорджианската епоха крайморски курорт, привличащ богатите и известните на времето си. В 19 и 20 век областта е един от водещите земеделски/градинарски центрове на страната.
Работната сила в съвременния Уъртинг е насочена към сектор услуги и главно на услуги във финансовия сектор. Има три кина, както и едно от най-старите кина в страната. Писателите Оскар Уайлд и Харолд Пинтър са живели и работели в Уъртинг.